# Code Oranje
Code Oranje is een Nederlandse politieke partij die eind 2018 werd opgericht door onder andere Bert Blase, toenmalig waarnemend burgemeester van Heerhugowaard.
De partij wil meer zeggenschap voor de burger door bijvoorbeeld bindende referenda, burgertoppen en een burgerjury voor elk ministerie. De partij nam in 2019 deel aan de Provinciale Statenverkiezingen, maar wist geen zetels te behalen. Ondernemer Ruud Koornstra was toen lijsttrekker voor de Eerste Kamer.
Op 28 september 2020 werd Richard de Mos gepresenteerd als lijsttrekker voor de Tweede Kamerverkiezingen 2021, samen met strafrecht-advocaat Peter Plasman. Bij die verkiezingen werden geen zetels behaald.

## Volksvertegenwoordiging

### Provincies
In 2019 nam Code Oranje deel aan de Provinciale Statenverkiezingen, maar wist daarbij geen zetels te behalen. Op 19 november 2020 stapte Wil van Soest, lid van de Noord-Hollandse Provinciale Staten namens de partij 50PLUS, over naar Code Oranje en werd daarmee de eerste vertegenwoordiging op provinciaal niveau. Een maand later volgde Robert Pestman in de provincie Groningen, die zich afsplitste van Forum voor Democratie. In de provincie Overijssel is Statenlid Johan Stuut (oorspronkelijk gekozen voor Forum voor Democratie) landelijk lid van Code Oranje, maar provinciaal maakt hij deel uit van de fractie OCL. Op 4 maart 2021 is ook Samuel van Swol overgestapt van Forum voor Democratie naar Code Oranje. Op 15 maart 2021 zei ook de statenfractie Mooi Overijssel zich aan te sluiten bij Code Oranje.
Bij de Provinciale Statenverkiezingen 2023 deed de partij mee in Noord-Holland, met Rabella de Faria als lijsttrekker. De partij wist wederom geen zetels te behalen.

### Gemeenten
Code Oranje sloot in 2020 allianties met diverse lokale partijen, waaronder Groep de Mos in Den Haag, Ouderen Appèl in Eindhoven, Partij van de Ouderen in Amsterdam en Trots in Haarlem.

## Verkiezingsuitslagen
Code Oranje nam deel aan de Tweede Kamerverkiezingen van 2021. De partij behaalde 40.731 stemmen, niet voldoende voor een zetel. De partij deed eerder mee aan de Provinciale Statenverkiezingen 2019, in vier provincies, maar wist daarbij geen zetels te halen.
| Provincie     | Stemmen | %     | Zetels | Lijst                                  |
| ------------- | ------- | ----- | ------ | -------------------------------------- |
| Gelderland    | 11.053  | 1,18% | 0 / 55 | Lokale Partijen Gelderland-Code Oranje |
| Noord-Brabant | 2.784   | 0,27% | 0 / 55 | Code Oranje                            |
| Noord-Holland | 16.665  | 1,43% | 0 / 55 | Code Oranje                            |
| Zuid-Holland  | 4.598   | 0,32% | 0 / 55 | Code Oranje                            |
| Totaal        | 35.100  | 0,48% |        |                                        |

| Provincie     | Stemmen | %     | Zetels | Lijst       |
| ------------- | ------- | ----- | ------ | ----------- |
| Noord-Holland | 4.915   | 0,41% | 0 / 55 | CODE ORANJE |